# Borís Kurakin
El príncipe Borís Ivánovich Kurakin (en ruso: Борис Иванович Куракин; Moscú, 20 (30) de julio de 1676-París, 17 (28) de octubre de 1727) fue un diplomático y militar ruso, compañero de lucha y cuñado de Pedro el Grande, primer embajador permanente de Rusia en el extranjero y consejero privado. Inició la tradición secular de servicio diplomático de la familia Kurakin.

## Biografía
La fuente básica para su biografía es "La Vida del príncipe Borís Kurakin, descrita por él mismo», que comenzó a escribir en su estancia en el balneario de Karlsbad en 1705.

### Primeros años
Miembro de una familia noble de la dinastía gedimínida, era hijo del príncipe Iván Grigórievich Kurakin (f. 1682) y Feodosiya Alekséyevna, nacida Odóyevskaya (f. 1677). Era ahijado del zar Teodoro III. Durante su infancia enfermó con frecuencia. En 1682 su padre fue enviado al voivodato de Smolensk, donde falleció por dolencias renales, tras lo que la educación de Borís, su hermano Mijaíl y su hermana María (hija del segundo matrimonio de Iván Grigórievich con María Petrovna Urúsova -f. 1684) estaría a cargo de su madrastra.

### Carrera militar
Desde 1683 entró en el círculo de personas próximas del joven zar Pedro, al servirle como spálnik, y tomaba parte en las diversiones militares del soberano en la slobodá Semiónovskaya de Moscú. De este "ejército de juguete" surgiría el Regimiento Semiónovski de la Guardia-Leib que participaría en las dos campañas de Azov, en el que Kurakin sería teniente, y desde 1696, capitán. Ese mismo año partiría a Italia para estudio de la náutica, la fortificación y matemáticas. 
En 1700 se le concedían, por orden de la corte de Kazán hasta 17.000 desiátinas de tierra junto a los ríos Jopior y Serdobá de la futura gubernia de Penza, donde se estableció el pueblo de Borisoglébskoye-Kurákino. Ese mismo año compró tierras junto al río Surá y el arroyo Yulovka, donde estableció la localidad de Pavlo-Kurákino, actualmente en el raión de Gorodíshche del óblast de Penza.
Al comenzar la Gran Guerra del Norte participó en la campaña de Narva de 1700, y en el asedio y toma de Nöteborg en 1702, Nyenskans en 1703 y Narva en 1704. En 1703 recibió el rango de mayor del Regimiento Semiónovski de la Guardia-Leib.
En 1705-1706 viajó al extranjero para recibir tratamiento, visitando Alemania, las Provincias Unidas e Inglaterra. A su regreso a Zholkva fue nombrado podpolkovnik del Regimiento Semiónovski, pero poco tiempo después partió hacia Italia en misión diplomática a Roma para tratar de influenciar en el no reconocimiento por el Papa de Estanislao Leszczynski, candidato de Carlos XII de Suecia, como rey de Polonia.
Regresó al ejército en ocasión de la campaña rusa de Carlos XII de Suecia en 1708, al mando de regimientos Semiónovski y Astrajanski de la división del príncipe Aleksandr Ménshikov. En 1709 estuvo al mando del Regimiento Semiónovski en la batalla de Poltava, pero no logró ninguna condecoración.

### Carrera diplomática
Entre 1709 y 1712, Kurakin fue embajador de Rusia en Londres, Hannover y La Haya. En 1713, tras recibir el rango de consejero privado participço en el congreso de Utrecht como embajador plenipotenciario de Rusia. En 1715 firmó el tratado de alianza de Greifswald con Hannover, y desde 1716 servía como embajador en París. El 14 de septiembre de 1714 alcanzó el rango de mayor general. 
En 1717 fue condecorado con la Orden de San Andrés y el 30 de agosto de 1725 era nombrado caballero de la Orden de San Alejandro Nevski y consejero privado. En 1722, en ocasión de la campaña de Persia, fue puesto al mando de todos los embajadores de Rusia en las cortes europeas. En 1724 fue enviado como embajador a París, donde fallecería en 1727.
Muchos de sus descendientes desarrollarían brillantes carreras en la diplomacia rusa. Kurakin dejó en su legado fondos para la construcción de una casa de acogida para doce oficiales pobres nobles, que fue construida por su hijo Aleksandr en 1730. Asimismo organizó la creación de la casa de inválidos Hospicio Kurákinski en la slobodá Basmánnaya de Moscú.

## Escritor
Siendo una de las personas más instruidas de su tiempo, Kurakin recurre a menudo a los idiomas holandés, francés e italiano. A su pluma corresponden un diario y notas de viaje, una autobiografía hasta 1709, una historia de la guerra ruso-sueca, notas políticas y una extensa correspondencia de trabajo y familiar. Tuvo la intención de escribir una historia completa de Rusia, pero solo consiguió elaborar un índice detallado y la "Historia del zar Pedro Alekséyevich y sus personas próximas".

## Legado
Cuando el príncipe fue embajador de Rusia en París desde 1724, quedó tan impresionado con el complejo de Los Inválidos que decidió crear una institución caritativa similar en Moscú. No logró finalizar su idea en vida. Así que llegó a su hijo Alejandro la construcción de "un hospital para la caridad de los guerreros honrados que no tenían un medio de vida" y una iglesia en honor al icono de Nikolai Ugodnik. Desde 1998 estos edificios sirven de Sede para la Casa de las Nacionalidades de Moscú.

## Familia
Contrajo matrimonio en dos ocasiones y tuvo cinco hijos.
- Se casó en 1691 con Kseniya Fiódorovna Lopujiná (1677—febrero de 1698), hermana mayor de Eudoxia Lopujiná, primera esposa de Pedro I. Murió de tisis.
  - Tatiana (enero de 1696—1757) — segunda esposa el generalfeldmarschall príncipe Mijaíl Mijáilovich Golitsin;
  - Aleksandr (agosto de 1697—1749) — obershtalmeister (jefe de las caballerizas), casado con Aleksandra Ivánovna Pánina (1711—1786);
- En noviembre de 1699 se casó con María Fiódorovna Urúsova (f. 1731), hija del boyardo Fiódor Urúsov, sobrina de la zarina Agafia Gruszecka.
  - Serguéi (1700-1701);
  - Yekaterina (noviembre de 1703—1772), en 1718 fue prometida por su padre al príncipe Mijaíl Golovkin, pero no se llevó a cabo. En 1730, se convirtió en la segunda esposa del generalfeldmarschall conde Aleksandr Buturlín;
  - Vasili

## Obras
- "La estratagema militar del zar Pedro Alekséyevich en Narva el 8 de junio de 1704. Relato del testigo visual príncipe B. I. Kurakin" en el Archivo del príncipe F. A. Kurakin. San Petersburgo, 1892.
- "La petición de servicio del príncipe B. I. Kurakin. 10 de marzo de 1723" en el Archivo del príncipe F. A. Kurakin. — Кн. 1. — Спб., 1890. — С. 288—290.]
- "Historia de Pedro I y sus personas más próximas" en Rúskaya stariná, 1890.* Дневник и путевые заметки князя Бориса Ивановича Куракина. 1705—1707 // Archivo del príncipe F. A. Kurakin. — Кн. 1. — Спб., 1890. — С. 101—240.
- "Príncipe Teólogo Borís Ivánovich Kurakin" en Ruski Arjiv, 1893.
- "Vida del príncipe Borís Kurakin descrita por él mismo" en el Archivo del príncipe F. A. Kurakin. San Petersburgo: 1890.
- "Notas del príncipe B. I. Kurakin sobre la guerra y la paz. 1720" en el Archivo del príncipe F. A. Kurakin. San Petersburgo: 1890.
- Notas del príncipe B. I. Kurakin sobre las relaciones entre las potencias y asuntos políticos. 3 (14) de octubre de 1718" en el Archivo del príncipe F. A. Kurakin. San Petersburgo: 1890.
- "Notas del príncipe B. I. Kurakin sobre su estancia en Inglaterra, su viaje a Rusia al ejército, el viaje con el zar Pedro a Karlsbad y al tratado de Utrecht. 1710-1711-1712. Escrito en abril de 1712" en el Archivo del príncipe F. A. Kurakin. San Petersburgo: 1892.
- "Guerra ruso-sueca. Notas. 1700—1710", en el  Archivo del príncipe F. A. Kurakin. San Petersburgo: 1890.